# 옥스나드

옥스나드의 위치

옥스나드(Oxnard)는 미국 캘리포니아주의 벤투라 군에 있는 도시이다. 비옥한 옥스나드 평원의 서쪽 끝에 위치한다. 옥스나드의 면적은 94.8 km2이며, 2020년 인구가 202,063 명이었다.
큰 규모의 두 미국 해군 기지 《Porf of Hueneme》와 《NAS Point Mugu》가 있으며, 옥스나드 공항 (OXR)이라 부르는 지역 공항이 있다. 국도 제101호선과 메트로링크로 로스앤젤레스와 연결된다. 

## 역사
1850년 캘리포니아가 미국에 병합된 후, 옥스나드에 백인 이주민들이 유입되었다. 1897년 사탕무 농장이 문을 연 후 설탕 산업이 발전해, 도시에 제당소를 설립한 시카고의 사업가 헨리 옥스나드의 이름을 따서 도시의 이름이 지어졌다. 
군사 기지가 건설되고 전자, 항공우주 산업이 성장하기 시작한 1940년대부터 도시의 주요 산업은 농업에서 제조업, 서비스업으로 바뀌었다. 도시의 해변은 할리우드 영화 촬영에서 이집트의 사막으로 사용되었다. 스타들의 나들이 장소였다. 옥스나드는 오늘날 벤투라군에서 가장 큰 도시이자 관광 중심지이다.

## 지리
옥스나드는 다른 캘리포니아의 도시들처럼 지진에 취약하다. 도시는 샌앤드레이어스 단층에서 65km 거리에 있고, 앞의 샌타바버라 해엽에도 단층이 있어, 쓰나미 발생 시 이웃한 벤투라와 함께 큰 피해를 볼 것으로 예상된다. 진도 7.7의 지진이 발생 시, 7m 이상의 지진 해일이 발생할 것으로 과학자들은 예상한다.

## 경제
옥스나드의 주요 산업은 제조업과 국제무역, 관광업, 농업이다. 옥스나드는 로스앤젤레스 경제권의 일부로 군수, 기계, 식품 산업이 발달했다. 공작기계 업체인 하스 오토메이션의 본사와 공장이 있다. 다른 주요 제조업체에는 프록터 앤드 갬블이 있다. 옥스나드의 항구는 로스앤젤레스와 샌프란시스코 사이에서 가장 큰 항구로 자동차와 농산물을 주로 수입한다. 농업은 여전히 중요한 분야로 딸기가 특산품이어서 매년 딸기축제를 연다. 캘리포니아주가 대마초를 합법화한 후 대마초 재배도 늘고 있다.

## 인구
| 인구조사              | 인구    | Note  | %±     |
| --------------------- | ------- | ----- | ------ |
| 1910년                | 2,555   |       | —      |
| 1920년                | 4,417   |       | 72.9%  |
| 1930년                | 6,285   |       | 42.3%  |
| 1940년                | 8,519   |       | 35.5%  |
| 1950년                | 21,567  |       | 153.2% |
| 1960년                | 40,265  |       | 86.7%  |
| 1970년                | 71,225  |       | 76.9%  |
| 1980년                | 108,195 |       | 51.9%  |
| 1990년                | 142,216 |       | 31.4%  |
| 2000년                | 170,358 |       | 19.8%  |
| 2010년                | 197,899 |       | 16.2%  |
| 2019 (추산)           | 208,881 | [ 6 ] | 5.5%   |
| U.S. Decennial Census |         |       |        |

## 기후
| 옥스나드 (옥스나드 공항)의 기후                                    | 옥스나드 (옥스나드 공항)의 기후 | 옥스나드 (옥스나드 공항)의 기후 | 옥스나드 (옥스나드 공항)의 기후 | 옥스나드 (옥스나드 공항)의 기후 | 옥스나드 (옥스나드 공항)의 기후 | 옥스나드 (옥스나드 공항)의 기후 | 옥스나드 (옥스나드 공항)의 기후 | 옥스나드 (옥스나드 공항)의 기후 | 옥스나드 (옥스나드 공항)의 기후 | 옥스나드 (옥스나드 공항)의 기후 | 옥스나드 (옥스나드 공항)의 기후 | 옥스나드 (옥스나드 공항)의 기후 | 옥스나드 (옥스나드 공항)의 기후 |
| 월                                                                 | 1월                             | 2월                             | 3월                             | 4월                             | 5월                             | 6월                             | 7월                             | 8월                             | 9월                             | 10월                            | 11월                            | 12월                            | 연간                            |
| ------------------------------------------------------------------ | ------------------------------- | ------------------------------- | ------------------------------- | ------------------------------- | ------------------------------- | ------------------------------- | ------------------------------- | ------------------------------- | ------------------------------- | ------------------------------- | ------------------------------- | ------------------------------- | ------------------------------- |
| 역대 최고 기온 °C (°F)                                             | 34 (94)                         | 33 (91)                         | 34 (94)                         | 38 (100)                        | 37 (98)                         | 39 (102)                        | 36 (96)                         | 36 (97)                         | 41 (105)                        | 40 (104)                        | 37 (98)                         | 36 (96)                         | 41 (105)                        |
| 일평균 최고 기온 °C (°F)                                           | 18.8 (65.9)                     | 18.6 (65.4)                     | 18.7 (65.6)                     | 19.2 (66.6)                     | 20.0 (68.0)                     | 20.8 (69.5)                     | 22.7 (72.9)                     | 23.1 (73.5)                     | 23.1 (73.5)                     | 23.1 (73.5)                     | 21.1 (70.0)                     | 18.8 (65.9)                     | 20.7 (69.2)                     |
| 일일 평균 기온 °C (°F)                                             | 13.3 (56.0)                     | 13.7 (56.6)                     | 14.1 (57.4)                     | 14.7 (58.5)                     | 16.2 (61.2)                     | 17.6 (63.7)                     | 19.3 (66.7)                     | 19.5 (67.1)                     | 19.2 (66.6)                     | 18.1 (64.5)                     | 15.6 (60.1)                     | 13.6 (56.4)                     | 16.2 (61.2)                     |
| 일평균 최저 기온 °C (°F)                                           | 7.8 (46.1)                      | 8.7 (47.7)                      | 9.6 (49.3)                      | 10.3 (50.5)                     | 12.4 (54.3)                     | 14.4 (57.9)                     | 15.9 (60.6)                     | 15.9 (60.6)                     | 15.4 (59.7)                     | 13.0 (55.4)                     | 10.1 (50.1)                     | 8.3 (46.9)                      | 11.8 (53.3)                     |
| 역대 최저 기온 °C (°F)                                             | −3 (26)                         | −2 (28)                         | −1 (31)                         | −1 (31)                         | 1 (34)                          | 3 (37)                          | 6 (42)                          | 6 (43)                          | 4 (40)                          | 2 (35)                          | −2 (28)                         | −2 (28)                         | −3 (26)                         |
| 평균 강수량 mm (인치)                                              | 74 (2.92)                       | 83 (3.26)                       | 58 (2.30)                       | 18 (0.69)                       | 8.6 (0.34)                      | 1.5 (0.06)                      | 0.51 (0.02)                     | 0.25 (0.01)                     | 2.0 (0.08)                      | 12 (0.46)                       | 18 (0.71)                       | 53 (2.08)                       | 328.86 (12.93)                  |
| 평균 강수일수 (≥ 0.01 인치)                                        | 5.9                             | 6.6                             | 5.6                             | 3.7                             | 2.3                             | 1.1                             | 0.8                             | 0.9                             | 2.3                             | 4.5                             | 4.6                             | 5.7                             | 44.0                            |
| 출처 1: 미국 해양대기청 (평년값: 1991년~2020년, 극값: 1923년~현재) |                                 |                                 |                                 |                                 |                                 |                                 |                                 |                                 |                                 |                                 |                                 |                                 |                                 |
| 출처 2: 미국 국립기상청                                            |                                 |                                 |                                 |                                 |                                 |                                 |                                 |                                 |                                 |                                 |                                 |                                 |                                 |